# Forbudte hunderacer
Forbudte hunderacer er hunderacer, der er forbudt grundet deres farlighed overfor mennesker og andre dyr. Forbuddet er dynamisk eftersom listen over forbudte hunderacer kan variere i antal hos de respektive lande. Desuden har der historisk eksisteret en såkaldt observationsliste over hunde, der omfattede hunderacer, der stiller særlige krav til ejerens håndtering og opdragelse, men som dog ikke har udvist en sådan farlighed, at de på daværende tidspunkt skulle forbydes.

## Forbud i Danmark
Forbudte hunderacer blev en realitet i Danmark den 1. december 1991, hvor besiddelse og avl af hunderacerne Pit bull terrier og Tosa blev forbudt i Danmark.
Efter en periode med adskillige episoder af uansvarlige hundeejere, aggressive hunde, bidskader og arrangement af hundekampe, blev lov om hunde ændret den 1. juli 2010. Folketinget ændrede hundeloven på baggrund af et udvalgsarbejde med eksperter, så 13 hunderacer nu er ulovlige. Nævnte udvalg var nedsat af Justitsministeriet den 13. marts 2009. Udvalget havde til opgave at overveje behovet for yderligere tiltag i forhold til hunde, der kan være farlige for deres omgivelser. Udvalget var blandt andet sammensat af repræsentanter for Dansk Kennel Klub, Danmarks civile Hundeførerforening, Dyrenes Beskyttelse, Dyreværnsrådet og Den Danske Dyrlægeforening. Formålet med en forbudsordning skulle således være at varetage hensynet til borgernes sikkerhed og tryghed.
I forbindelse med lovændringen er der indført en overgangsordning for de hundeejere, som allerede har anskaffet sig en af de forbudte hunderacer før den 17. marts 2010. Da lovændringen blev vedtaget i Folketinget, blev det aftalt, at hele lovgivningen skulle til evaluering i sommeren 2013. Denne evaluering blev afholdt af Københavns Universitet, der blev afrapporteret den 12. august 2013. På baggrund af denne evaluering har Fødevareministeriet vurderet, citat:
| Citat                                                             | Fødevareministeriet finder samlet set ikke anledning til at foreslå ændringer i forbuddet mod 13 hunderacer og krydsninger, hvori disse racer indgår. Efter Fødevareministeriets opfattelse er der ikke et tilstrækkelig stærkt grundlag – hverken fagligt eller statistisk – for at ophæve ordningen, også når henses til, at der ikke er enighed blandt adfærdsforskere om, hvorvidt der findes racer, der er avlet til at angribe artsfæller. | Citat |
| Fødevareministeriet - Forslag til Lov om ændring af lov om hunde. | |       |

Desuden udarbejde Folketinget en observationsliste over hunde, der skulle gøres ulovlige i løbet af 2013, såfremt antal af bid fra disse hunde stiger i statistikken. Læs mere om dette forhold under afsnittet Observationslisten.

### Hunderacer der er forbudte i Danmark
Besiddelse og avl af de 13 hunderacer der forekommer på listen over forbudte hunderacer er forbudt i Danmark. Besiddelse af de forbudte hunderacer er dog lovligt, såfremt ejeren af hunderacen er omfattet af overgangsordningen (se afsnit nedenfor). Ydermere er det forbudt, at avle krydsninger, hvor en eller flere af de 13 forbudte hunderacer indgår.
Listen over de 13 forbudte hunderacer er illustreret nedenfor.
- 1) Amerikansk pitbullterrier
- 2) Tosa
- 3) Amerikansk Staffordshire terrier
- 4) Fila Brasileiro
- 5) Dogo Argentino
- 6) Amerikansk bulldog
- 7) Boerboel
- 8) Kangal
- 9) Centralasiatisk Ovcharka
- 10) Kaukasisk Ovcharka
- 11) Sydrussisk Ovcharka
- 12) Tornjak
- 13) Sarplaninic

Jævnfør Folketinget betegnes de syv førstnævnte hunderacer på listen de såkaldte kamp- og muskelhunde, mens de sidstnævnte seks hunderacer på listen tilhører gruppen af hyrde- og vagthunde.

### Overgangsordning
Personer, som den 17. marts 2010 besidder forbudte hunderacer eller krydsninger, hvori de nævnte hunde indgår, kan fortsat besidde disse. Sådanne hunde må dog ikke overdrages. På offentlige steder, der er åbne for almindelig færdsel, skal hundene føres i bånd og være forsynet med mundkurv. Kravet om, at hundene skal føres i bånd, gælder ikke i skove, hvor ejeren har givet tilladelse til, at hunde kan færdes uden bånd. Båndet skal være en fast line med en maksimal længde på 2 m.
Hvis hundeejeren har anskaffet sig hunden efter den 17. marts 2010, har politiet beføjelser til at foranledige aflivning af hunden. Det er ikke politiet, der skal bevise, hvilken hunderace der er tale om, derimod ligger bevisbyrden hos hundeejeren.

### Observationsliste
Den 1. juli 2010 trådte den såkaldte forbudsordning i kraft. Observationslisten omfattede hunderacer, der stiller særlige krav til ejerens håndtering og opdragelse, men som dog ikke har udvist en sådan farlighed, at de på daværende tidspunkt skulle forbydes. Observationslisten omfattede følgende hunderacer:
- Anatolsk Hyrdehund
- Bullmastiff
- Mastiff
- Cane Corso Italiano
- Cao fila de sao miguel
- Dogo canario
- Iberisk dogge (ikke en race, men en samlebetegnelse)
- Maremma
- Mastin español
- Mastino napoletano
- Polski owczarek podhalanski
- Rottweiler
- Staffordshire Bull Terrier

Fødevareministeriet vurderede på baggrund af evaluering afholdt af Københavns Universitet, der blev afrapporteret den 12. august 2013, at det ikke længere er relevant at opretholde observationslisten. 

## Forbudsforhold i øvrige lande
I andre landre er nedenstående hunderacer forbudt. Endvidere har lande som Holland, Skotland og Italien valgt at ophæve eller justere deres hundelov efter en periode med forbud mod hunderacer.

### Norge
I Norge er Pitbullterrier, Amerikansk Staffordshire terrier, Fila brasileiro, Tosa, Dogo argentino og Tjekkoslovakisk wolfdog ulovlige hunderacer.

### Puerto Rico
I Puerto Rico er Pitbull Terrier og krydsninger med denne hunderace forbudt.

### Storbritannien
I Storbritannien er Pitbull terrier, tosa, dogo argentino og fila braziliero ulovlige hunderacer.

### Tyskland
I Tyskland er der ingen forbudte hunderacer. Derimod findes der her forskellige kategorier med specielle krav til hundeejeren. Der er enkelte hunderacer, som ikke må importeres til Tyskland og som der ikke må avles på. I stedet for at gøre hundene ulovlige, bliver både ejere og hunde testet og underlagt forskellige krav, afhængigt af race, kategori og landet man bor i. 

### Holland, Skotland og Italien
I Holland, Skotland og Italien har man haft en tilsvarende lov mod de største og stærkeste hunde. Erfaringerne fra de tre lande viser, at man hverken begrænser antallet af bid, får færre alvorlige ulykker eller for den sags skyld gør befolkningen mere tryg med et forbud. De tre lande har endda valgt at ophæve eller justere loven igen, fordi den ikke har haft nogen effekt.